# Tallis Obed Moses

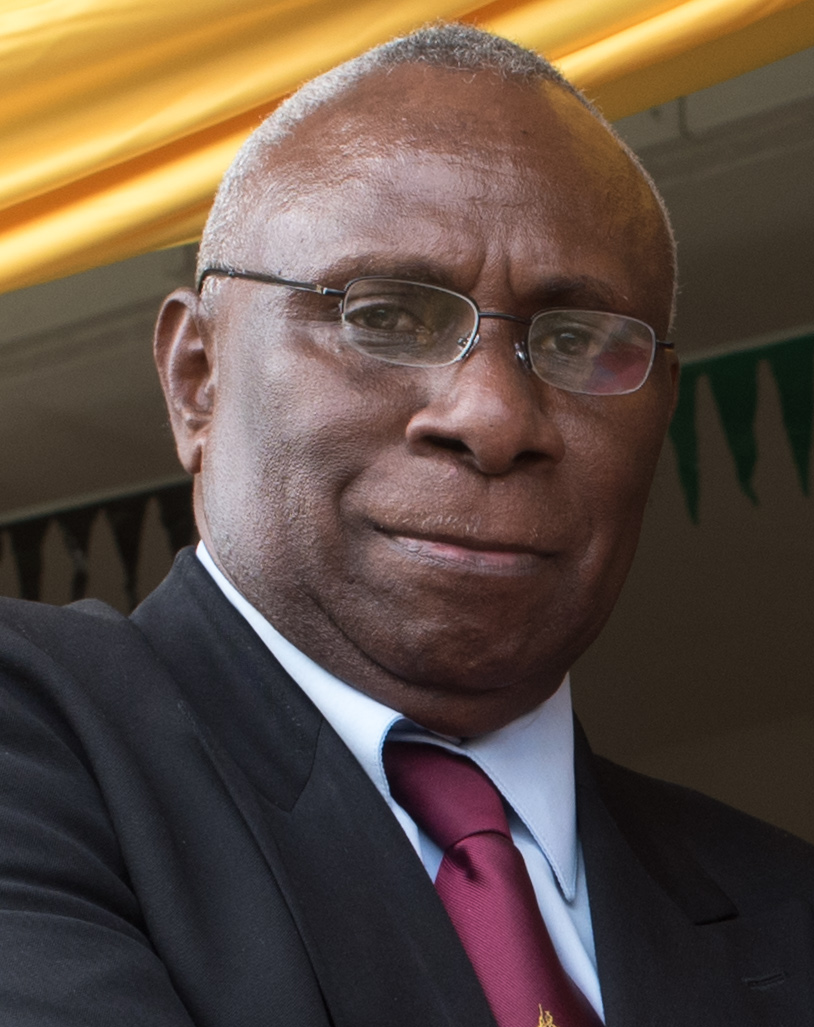
Tallis Obed Moses (2017)

Tallis Obed Moses (* 24. Oktober 1954 in Port Vato, Ambrym, Neue Hebriden) ist ein vanuatuischer Geistlicher der zum Reformierten Weltbund gehörenden Presbyterian Church of Vanuatu und Politiker, der vom 6. Juli 2017 bis zum 6. Juli 2022 Präsident von Vanuatu war.

## Leben
Moses, der von der Insel Ambrym stammt, war nach dem Schulbesuch als Lehrer tätig und absolvierte 1978 ein erstes Studium am Tangoa Bible Institute in South Santo sowie später zwischen 1980 und 1981 am Sydney Missionary and Bible College (SMBC), das er mit einem Religions- und Missionsdiplom abschloss. Ein darauf folgendes Studium am Talua Theological Training Institute schloss er 1985 mit einem Theologiediplom ab und übernahm 1987 seine erste Stelle als Pastor der Gemeinde der zum Reformierten Weltbund gehörenden Presbyterian Church of Vanuatu auf der zur Provinz Tafea gehörenden Insel Erromango. In dieser Zeit erwarb er 1989 noch ein Zertifikat am Alan Walker College of Evangelism (AWCE) in Sydney und war danach zwischen 1990 und 1996 Pastor der Gemeinde Ranon auf seiner Geburtsinsel Ambrym, wo er zugleich auch zum Vorsteher der dortigen Gemeinden (Ambrym Presbytery Clerk) gewählt wurde. Im Anschluss wurde er 1996 Pastor der Centenary Church in Luganville, der zweitgrößten Stadt Vanuatus sowie Hauptort der Provinz Sanma und übernahm später in der Gemeinde von Port Vila, der Hauptstadt Vanuatus, als sogenannter „Moderator“ eine der höchsten Positionen innerhalb der Presbyterian Church of Vanuatu.
Beim ersten Wahlgang zur Wahl eines neuen Präsidenten im Parlament von Vanuatu am 3. Juli 2017 erhielt der frühere Premierminister Maxime Carlot Korman neun Stimmen des Wahlkollegiums, während auf Lui Patu Lavuko und Solomon Lawrence jeweils sechs Stimmen entfielen. Im zweiten Wahlgang am 5. Juli 2017 erhielt Tallis Obed Moses 27 Stimmen und Maxime Carlot Korman 14 Stimmen. Im ebenfalls am 5. Juli 2017 abgehaltenen dritten Wahlgang entfielen auf Moses 32 Stimmen und auf Carlot Korman 23 Stimmen. Im vierten Wahlgang am 6. Juli 2017 erreichte Moses mit 39 Stimmen vor Carlot Korman (17 Stimmen) die notwendige Zweidrittelmehrheit des Wahlkollegiums. Er wurde damit zum Staatspräsidenten gewählt und leistete noch am gleichen Tag seinen Amtseid. Seine Amtszeit endete am 6. Juli 2022.